# مسكن الأفاتار
مسكن الأفاتار (مقر الإله المتجسد) هو مزار مبني على مساحة 99 أكر (40 ها) يستعمل للخلوات الروحية ويقع حوالي 115 كم شمال بريسبان في أستراليا ومخصص للعالم الروحي مهير بابا. 

## التأسيس

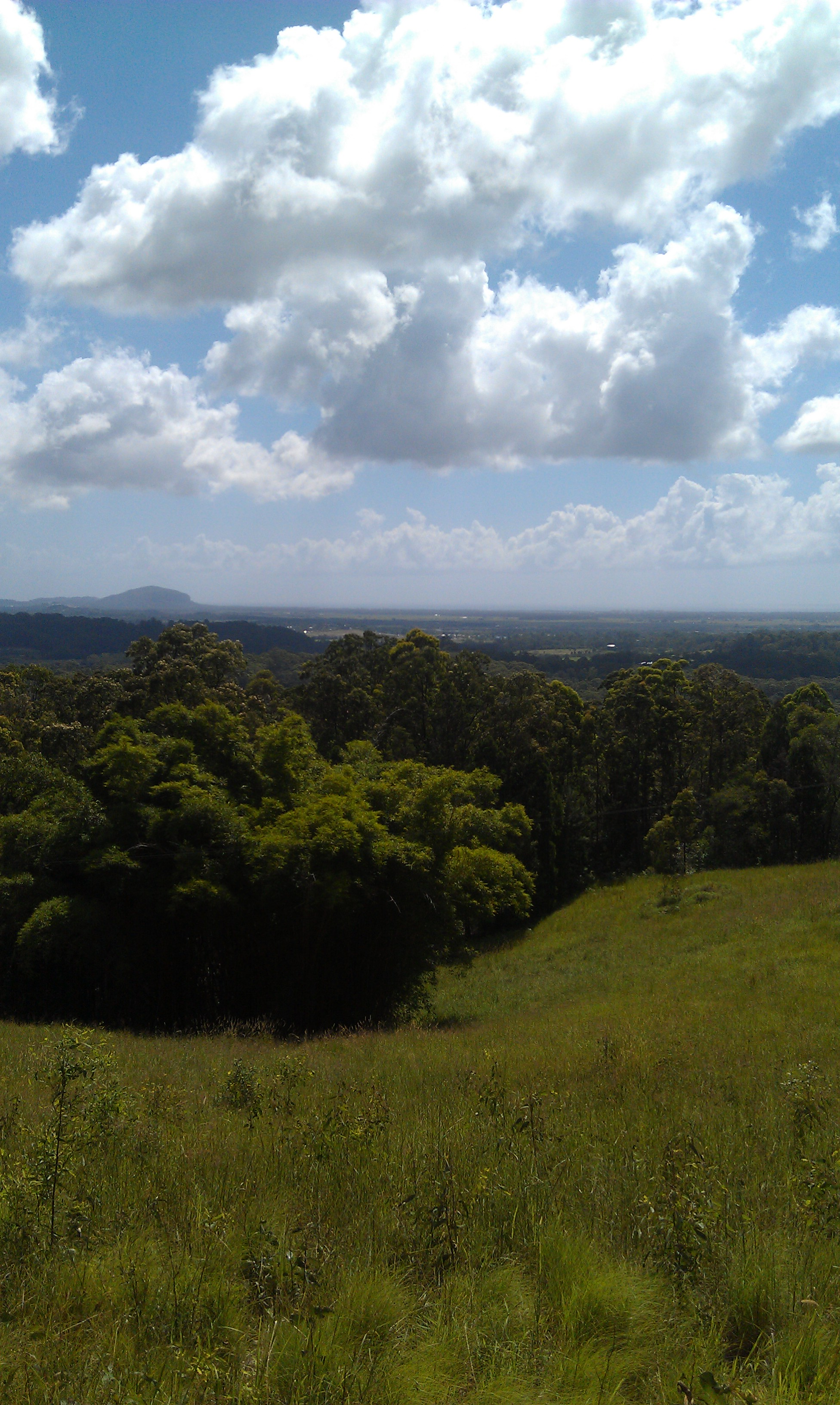
منظر بانورامي لطبيعة منطقة مسكن الأفاتار

في عام 1956، أرسلت إينا ليمون دعوة رسمية لمهير بابا لزيارة أستراليا، والتي قبلها. نشأت فكرة إنشاء مكان مخصص لمهير بابا في المناخ الأسترالي الأكثر دفئًا من خلال رسالة من شقيقته وتلميذته ماني إيراني. في 11 يناير 1958، كتبت إلى مجموعة من الأتباع الأستراليين، مشيرة إلى أن مهير بابا يرغب في إنشاء الصحابة (شركته الخاصة به) في مكان واحد فقط في أستراليا، وأن بابا يرغب «أن تكون في كوينزلاند إذا كان مناخها جيدًا خلال شهر يونيو، وإذا كان المكان عملي». في عام 1958، وباستخدام الأموال الموروثة من زعيم الصوفية الأسترالية البارون فون فرانكنبرج، عثر تلميذه برابازون على مزرعة أناناس مساحتها ثمانين فدان على جبل كايلز، في وومبي بكوينزلاند، فاشتراها بعد حصوله على موافقة مهير بابا ببرقية. كتب بابا على البرقية في 2 فبراير 1958 «المكان المضمون من قبلك مناسب بشكل ممتاز». 
خلال عام 1958، عمل كل من فرانسيس برابازون وبيل لي بايج، إلى جانب ثلاثة عمال مدفوعي الأجر من كوينزلاند وبمساعدة العديد من الناس من سيدني وملبور نوخلال زيارته للمكان عام 1958، سماها بابا منطقة سكن الأفتار، وقال إنها ستصبح مكانًا للحج العالمي. يُعتبر مسكن الأفاتار أحد المراكز الثلاثة الرئيسية التي أقيمت في جميع أنحاء العالم، والآخر مركز  مهير الروحاني ومركز مزار مهير بابا (ضريح المقبرة) في مهيرأباد في الهند. 

## الانتقال

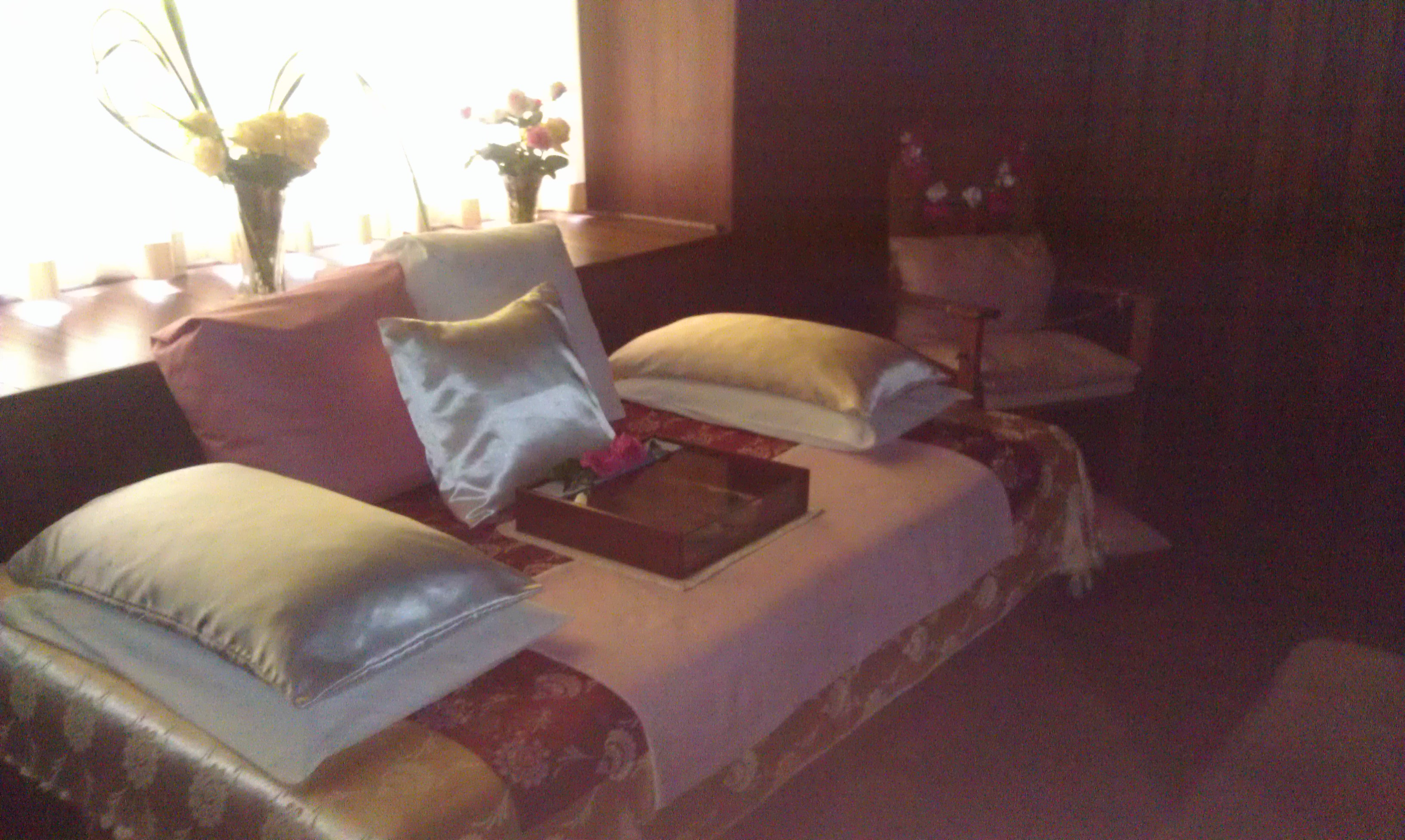
غرفة نوم مهير بابا في مسكن الأفاتار

عاش برابازان في الهند لمدة عشر سنوات مع مهير بابا من عام 1959 وحتى 1969. ونتيجة لذلك طرد من عمله بأستراليا. وفي عام 1967، طلب بابا من برابازان بنقل "مسكن الأفاتار" إلى بيل لو بيج والذي في الوقت المناسب سينقل إلى شركة سيترأسها ويحولها إلى مزار".

## التطوير
أعطى بابا أهدافًا واضحة إلى مشروع تطوير لو باج لمسكن الأفاتار، حيث وضع هدفًا لجعلها معروفًة عالميًا وواحدة من الأماكن الرائعة للحج في العالم.  تمت استشارة بابا حول البنية القانونية واعتمدت شركة محدودة الملكية سماها ميهير هولدينجز ووافق على أن يكون برابازون ولوي بايج مديرين لها.
في عام 1979، بدأت أعداد كبيرة من متابعي بابا في تقديم عريضة تشكك في أساليب عمل لو بيج  بعد عدة سنوات من الجمود، تم التوصل إلى صفقة في عام 1984 من قبل ايروتش جيسيوالا بإنشاء شركة جديدة باسم «سكن الأفاتار الخاصة المحدودة» لاستيعاب المخاوف المحلية الناجمة عن الالتماس. عملت مؤسسة ماهر بابا أستراليا بالتزامن مع الشركة الجديدة بعد مناقشات مع جاسيوالا في الهند. 

## روابط خارجية
- الموقع الرسمي